# Supertinga
O Supertinga é uma estátua no bairro Restinga em Porto Alegre. A estátua é uma homenagem ao personagem de mesmo nome criado pelo roteirista de quadrinhos Luciano Moucks, morador do bairro Restinga. Foi construída para as gravações da série Super Tinga: Herói de Dois Continentes. Além da Restinga, também existem monumentos sobre a série em Uganda e Balneário Pinhal.
A estátua é de concreto com 3 metros de altura, tendo um T amarelo em sua capa preta e estando em pose heróica.